# Вальтер Боч
Вальтер Боч (нім. Walter Botsch; 27 лютого 1897, Браунсбах — 7 січня 1969, Швебіш-Гмюнд) — німецький військовий діяч, генерал-лейтенант. Кавалер Лицарського хреста Залізного хреста.

## Біографія
Учасник Першої світової війни, відзначений численними нагородами.
Після війни залишився у рейхсвері. Служив у різноманітних піхотних дивізіонах, кінних частинах і штабах.
На початку Другої світової війни служив у штабі 30-го армійського корпусу, пізніше переведений у штаб 19-ї армії.
З 5 лютого 1945 року — командир 18-ї фольксгренадерської дивізії.
З 6 березня 1945 року — командир 53-го армійського корпусу.
З 24 березня 1945 року — командир 58-го танкового корпусу.
16 квітня 1945 року взятий у полон американськими військами. Звільнений у 1947 році.

## Звання
- Фанен-юнкер (20 квітня 1915)
- Фанен-юнкер-єфрейтор (7 серпня 1915)
- Фанен-юнкер-унтер-офіцер (25 жовтня 1915)
- Фенріх (5 вересня 1919)
- Лейтенант (5 січня 1917)
- Оберлейтенант (31 липня 1925)
- Гауптман (1 червня 1932)
- Майор (1 березня 1936)
- Оберстлейтенант (20 березня 1939)
- Оберст (1 квітня 1941)
- Генерал-майор (1 вересня 1943)
- Генерал-лейтенант (1 вересня 1944)

## Нагороди
- Залізний хрест 2-го класу (10 серпня 1916)
- Медаль «За військові заслуги» (Вюртемберг) (16 листопада 1917)
- Залізний хрест 1-го класу (6 липня 1918)
- Нагрудний знак «За поранення» в сріблі (8 серпня 1918)
- Почесний хрест ветерана війни (21 січня 1935)
- Медаль «За вислугу років у Вермахті» 4-го, 3-го і 2-го класу (18 років; 2 жовтня 1936) — отримав 3 медалі одночасно.
- Медаль «У пам'ять 1 жовтня 1938» із застібкою «Празький град» (2 жовтня 1939)
- Медаль «За Атлантичний вал»
- Застібка до Залізного хреста
  - 2-го класу (20 квітня 1940)
  - 1-го класу (19 червня 1940)
- Орден Михая Хороброго 3-го класу (Румунське королівство; 8 травня 1942)
- Німецький хрест в золоті (22 червня 1942)
- Медаль «За зимову кампанію на Сході 1941/42» (30 липня 1942)
- Кримський щит (9 вересня 1942)
- Орден «За хоробрість» 3-го ступеня, 1-й клас (Третє Болгарське царство)
- Лицарський хрест Залізного хреста (9 травня 1945)